# منتخب الإمارات العربية المتحدة لهوكي الجليد للناشئين
منتخب الإمارات العربية المتحدة لهوكي الجليد للناشئين هو ممثل الإمارات العربية المتحدة الرسمي في المنافسات الدولية في هوكي الجليد للناشئين
. تأسس في 2013.